# Szukamy stajenki (album Jacka Kaczmarskiego i Zbigniewa Łapińskiego)
Szukamy stajenki – album koncertowy Jacka Kaczmarskiego i Zbigniewa Łapińskiego złożony z szesnastu autorskich kolęd i pastorałek wydany na kasecie magnetofonowej w 1995 roku przez Scutum Musikproduktion, na którym gościnny udział wzięła Elżbieta Adamiak. Został zarejestrowany 15 grudnia 1994 roku w Teatrze Małym w Warszawie. Okładkę albumu zaprojektował sam Jacek Kaczmarski.

## Historia powstania albumu
Według Marcina Szymańskiego, twórcy festiwalu kaczmarski underground, głównym pomysłodawcą przedsięwzięcia był Zbigniew Łapiński, który następnie zaproponował Kaczmarskiemu napisanie tekstów.

Zbigniew Łapiński zadzwonił do mieszkającego wówczas w Monachium Kaczmarskiego i oświadczył, że podjął właśnie zobowiązanie napisania wraz z nim kolęd. Przez telefon nucił mu kolejne motywy muzyczne, do których Jacek potem napisał teksty.

Jednak według samego Łapińskiego ten pomysł narodził się znacznie wcześniej, a jego realizacja była wspólnym marzeniem twórców.

Płyta „Szukamy stajenki”, która wreszcie się ukazała, ma długą historię, bo 16 utworów, które się na nią składają, powstało przeszło dziesięć lat temu. Ale tak naprawdę wszystko zaczęło się od programu „Muzeum” z 1981 roku. Tam pojawiła się „Wigilia na Syberii” i mieliśmy z Jackiem taki pomysł, żeby do niej dopisać inne kolędy.
Jednak lata 80. nie były czasem kolęd – goniła nas polityka. W 1981 roku Jacek wyjechał z kraju i do jego powrotu w 1990 nie było sprzyjających okoliczności, żeby nasze marzenie zrealizować. Później też nie, bo mieliśmy mnóstwo koncertów, a takie przedsięwzięcie wymagało skupienia i przebywania w świecie innej wrażliwości. Ale w rozmowach często wracaliśmy do tego pomysłu. Jacek namawiał mnie, żebym przyjechał do niego do Monachium, obiecywał znakomite warunki do pracy i rodzinną atmosferę. I tak się stało w lecie 1993 roku. Przez dwa tygodnie żyliśmy tylko kolędami. Jacek wstawał przed 5 rano, do 11 był w Radiu Wolna Europa, a od wczesnego popołudnia pracowaliśmy razem. To wciągało. Pamiętam, że Jacek zapłacił karę w autobusie, gdy wracał z RWE, bo podśpiewywał „Nad uśpioną Galileą” i zapomniał, że trzeba skasować bilet.

Jacek Kaczmarski, jak sam mówił, starał się wykorzystywać różne konwencje i stylistyki. On robił to w warstwie tekstowej, zaś Zbigniew Łapiński analogiczną drogę obrał, komponując dobraną do treści muzykę.

W tym programie, składającym się z szesnastu utworów, są wykorzystane motywy polskie, ukraińskie, żydowskie, węgierskie, nawet arabskie. Tak świadomie zastosowane stylizacje niosą ukryte znaczenia, wzmacniają treść, przydają sensów. (...) Natomiast jeśli chodzi o lapidarność, to zastosowałem ją przynajmniej w dwóch przypadkach: w kolędach i pastorałkach z programu „Szukamy stajenki”. Tutaj wiadomo, że trzeba dobrać minimalną liczbę słów do nazwania powszechnie znanej symboliki. Trzeba odwołać się do tradycji, a jednocześnie znaleźć współczesne brzmienia. Bardzo mi zależało, aby w tym programie zredukować upływ czasu między narodzinami a śmiercią Chrystusa. Żeby ta kołyska spoczywała w cieniu krzyża.

## Wykonawcy[1]
Słowa: Jacek Kaczmarski, oprócz: 15 – Zbigniew Jerzyna

Muzyka:
- Jacek Kaczmarski – 1, 9, 11, 12, 14
- Zbigniew Łapiński – 2-8, 10, 13, 15, 16

Aranżacje i instrumentalizacje: Zbigniew Łapiński
| Jacek Kaczmarski, Elżbieta Adamiak, Zbigniew Łapiński | śpiew                         |
| Zbigniew Łapiński                                     | fortepian                     |
| Maciej Przestrzelski                                  | I skrzypce                    |
| Marek Powideł                                         | II skrzypce                   |
| Tomasz Turski                                         | altówka                       |
| Dariusz Łapiński                                      | wiolonczela                   |
| Dorota Puchnowska                                     | flet poprzeczny, flet piccolo |
| Tomasz Prokopowicz                                    | obój                          |
| Piotr Stec                                            | klarnet                       |
| Michał Ostaszewski                                    | trąbka                        |
| Jerzy Stelmaszczuk                                    | gitara basowa                 |
| Borys Somerschaf, Maciej Rosiński                     | współpraca                    |

## Lista utworów[1]
1. „Szukamy stajenki (W deszczu gwiazd...)” (02:23)
2. „Scena to dziwna...” (03:22)
3. „Jak długo grać będą...” (03:02)
4. „Tyle złota i purpury...” (03:15)
5. „Kolęda barokowa” (03:44)
6. „Zrodził się Dzieciaczek...” (03:26)
7. „Nie widzą, nie wiedzą” (04:34)
8. „Kolęda ludowa” (02:28)
9. „Odmiennych mową, wiarą, obyczajem...” (03:33)
10. „Straszny rwetes, bracie ośle...” (03:16)
11. „Nad uśpioną Galileą...” (03:00)
12. „Lśnij, nieboskłonie...” (04:48)
13. „Kołysanka (1993)” (04:09)
14. „Ilu nas w ciszy...” (03:44)
15. „Kolęda” (03:31)
16. „W kołysce Ziemi Obiecanej...” (03:57)

## Wydania
- 1995 – Scutum Musikproduktion (kaseta magnetofonowa)[1]
- 2004 – Pomaton EMI (płyta kompaktowa)[1]
- 2004 – jako część Syna marnotrawnego – zestawu płyt wydanego przez Pomaton EMI[1].
- 2007 – jako część Arki Noego – zestawu płyt wydanego przez Pomaton EM[1].